# Рудолфово (Церкниця)
Рудолфово (словен. Rudolfovo) — поселення в общині Церкниця, Регіон Нотрансько-крашка, Словенія. Висота над рівнем моря: 833,3 м.